# Kritikusok lázadása
A Kritikusok lázadása (You're Not Yelping) a South Park című amerikai animációs sorozat 261. része (a 19. évad 4. epizódja). Elsőként 2015. október 14-én sugározták az Egyesült Államokban. Magyarországon 2016. január 7-én mutatta be a magyar Comedy Central.
Az epizód az éttermek véleményezésére és pontozására kifejlesztett Yelp alkalmazást, közelebbről az azzal kapcsolatos visszaélési lehetőségeket kritizálja. Ezt a részt Emmy-díjra jelölték.

## Cselekmény
|  | Alább a cselekmény részletei következnek! |

Miután az előző epizód végén megnyílt a Whole Foods Market South Parkban, számos étterem is nyílik a közelében, Mikor Randy Marsh és Gerald Broflovski elmennek az egyikbe, és azt mondják nekik, hogy fél órát kell várniuk egy asztalra, Gerald valamit belesúg a pincér fülébe, amire azonnal kapnak egyet. Randy kérésére elárulja, hogy mindössze csak annyit csinált, hogy megmondta, hogy "Yelp-kritikus". Ezalatt egy mexikói étteremben Cartman ugyanezt teszi, és azzal zsarolja a személyzetet, hogy 1 csillagot fog adni az étteremre a Yelp alkalmazásban, ha nem szolgálják ki. Mikor sértegetni kezdi az étteremtulajdonos fiát, Davidot (akit Cartman szándékosan "Dévidnek" nevez, annak ellenére, hogy "Dávidnak" kell ejteni, ráadásul mint később kiderül, nem is mexikói, hanem idahói), aki szintén ott dolgozik, ki akar állni magáért, de az apja leállítja, félve a rossz kritikáktól. Mikor másnap Cartman megtudja, hogy David beiratkozott az iskolába, sértegetni kezdi, hogy "icipici biciklettával" jár suliba, majd újra rosszul ejti a nevét, és azzal fenyegeti, hogy megváltoztatja az értékelést, hacsak nem teljesíti a követeléseit. Ezenkívül más étteremtulajdonosokat is azzal zsarol, hogy hozzanak neki ebédet az iskolai menzára.
Miután a Yelp-kritikusok egyre extrémebb dolgokkal állnak elő városszerte, a Whistlin' Willy tulajdonosa megunja ezt, és kitiltja az összes Yelpest. Ez népszerű döntésnek bizonyul, és egyre több étterem veszi át a módszert. Mikor Cartman megtudja, hogy már semmit nem ér a zsarolása, elhatározza, hogy egy gyűlésre hívja valamennyi kritikust. Meglepődik, hogy milyen sokan vannak, akikhez aztán beszédet intéz. Azt mondja nekik, hogy ha túl sok a kritikus, akkor az emberek nem fogják tudni, hogy ki az igazi, ezért ha egyértelmű, hogy ki a vezető, mindenki más követheti őt. Cartman nem számol azzal, hogy az összes Yelp-kritikus annyira öntelt, hogy mind azt hiszi, ő maga az. Megrohanják a Whistlin' Willy épületét, lerombolják azt, a tulajdonost pedig videofelvételen rögzítve "lefejezik" (valójában leveszik a kabalafigura fejét). Ezután a Yelp-kritikusok arca újra megnő, a fiúk pedig dühösen közlik Cartmannel, hogy tönkretették a kedvenc helyüket. Cartman öntelt, mert magát a kritikusok vezérének hiszi, ahogy az összes többi is.
Davidnak elege lesz Cartman szekálásából, és egy tévériportban azt üzeni neki, hogy ha olyan fontosnak tartja magát, jöjjön el a város déli határába és nézzen szembe vele. A hír gyorsan terjedni kezd, és mivel mindenki magát hiszi vezérnek, az összes elmegy oda. Kyle-nak ezt látva támad egy ötlete: minden egyes Yelp-kritikust a polgármesterhez visz a többiek tudta nélkül, aki egyenként kitünteti őket a Legelitebb Ételkritikusnak, majd kapnak egy-egy aranyjelvényt, ami a különleges bánásmódjuk jelképe lesz. Az éttermek újra beengedik a Yelp-kritikusokat, akik aztán a különleges bánásmód keretében olyan ételeket kapnak, amiket beszennyeznek vizelettel, széklettel, rámaszturbálnak, esetleg a taknyukat kenik beléjük. David is hoz mindennap Cartmannek ételt, aki gyanútlanul jóízűen meg is eszi azt.

## Fordítás
Ez a szócikk részben vagy egészben  a   You're Not Yelping című angol Wikipédia-szócikk ezen változatának fordításán alapul.  Az eredeti cikk szerkesztőit annak laptörténete sorolja fel. Ez a jelzés csupán a megfogalmazás eredetét és a szerzői jogokat jelzi, nem szolgál a cikkben szereplő információk forrásmegjelöléseként.
1. ↑  http://www.emmys.com/sites/default/files/Downloads/68th-nominations-list-v2.pdf